# Літературно-науковий вістник
«Літерату́рно-науко́вий ві́стник» («ЛНВ»; за сучасним правописом вісник) — перший всеукраїнський літературно-науковий і громадсько-політичний часопис, що виходив з 1898 року по 1932 рік. Заснований за ініціативою Михайла Грушевського. Видавався часопис Науковим товариством імені Тараса Шевченка.
У журналі друкувалися найкращі українські письменники і науковці. Саме тут було вперше надруковано «Перехресні стежки» Івана Франка, «Євшан-зілля» Миколи Вороного, «Досвітні огні» Лесі Українки. Друкувалися також українські переклади Едґара По, Фрідріха Шиллера, Вільяма Шекспіра.

## Основні дані
Місячник літератури, науки й громадського життя (1898—1914, 1917—1919, Львів);
Місячник літератури, науки й суспільного життя (1922—1932, Львів);
Місячник літератури, науки й суспільного життя (1948, Реґенбурґ);
Місячник літератури, науки й суспільного життя (1992, Київ).

## Історія
Наприкінці грудня 1897 р. на базі двотижневика «Зоря» вийшов перший номер періодичного журналу «Рідне Слово», наступного року часопис перейменовано на «Літературно-Науковий Вістник».
Першими редакторами були Михайло Грушевський, Іван Франко, Олександр Борковський, Осип Маковей. Двох останніх невдовзі замінив Володимир Гнатюк. Фактичним редактором першого періоду існування був Іван Франко.
Виходив у Львові з 1898 р., з 1907 до 1919 — Львові та Києві під редакцією М.Грушевського; після війни — у Львові під редагуванням Дмитра Донцова (1922–1932).
У липні 1932 року через політичні й фінансові труднощі припинив свій вихід. З 1933 року по 1939 рік видавався під редакцію Д. Донцова журнал «Вістник», який хронологічно й ідейно був продовженням «Літературно-наукового вістника».
Б. Ясінський уклав покажчик змісту «Літературно-наукового вістника» за весь період його існування.
У грудні 2019 року було оголошено про відновлення друкованого видання «Літературно-науковий вісника». Його головним редактором став Кім Каневський. Також виходить двомовна онлайн-версія видання «Літературно-науковий вісника» з підзаголовком «Перший всеукраїнський літературно-науковий і громадсько-політичний часопис Грушевського».

## Зміст та напрямки
Тематика часопису мала такі напрямки: літературний, публіцистичний, критичний, науковий.
Гіркий досвід попередніх видань та потреба у створенні друкованого органу, котрий промовляв би до усієї української спільноти спричинив до виходу у світ «Літературно-наукового вісника» — «часопису белетристичного напряму з громадсько-публіцистичним звучанням», «місячника на зразок західно-європейських „revue“».
Новий журнал якісно відрізнявся від своїх попередників:
- По-перше як один з органів НТШ, журнал мав стабільне фінансування, що виключало можливість існування «перерв» з виходом номерів.
- По-друге, журнал об'єднав навколо себе усю тогочасну літературну еліту — поетів, письменників, публіцистів, критиків з Галичини, Великої України та Буковини. До редакційної колегії журналу належали люди з великим редакторським досвідом та досвідом громадської роботи.
- По-третє, надпартійний статус журналу дозволяв йому, на відміну від інших видань, орієнтуватись насамперед на «всеукраїнського читача».
- По-четверте, ЛНВ був позбавлений конкуренції: з виходом його у світ перестали існувати «Житє і слово» та «Зоря».

За львівський період виходу журналу у світ, редколегія зробила великий внесок у формування української спільноти. Журнал був своєрідним концентратом символів, котрі поєднували українців незважаючи на територію їхнього проживання, соціальний статус та інші відмінності. Такими символами були публікації поетичних та літературних творів українських авторів, статті присвячені ювілеям українських діячів, інформація про українські книжки, що вийшли з друку.
Після революції 1905 року у Росії виникли сприятливі умови для розвитку як української нації, так і преси у Великій Україні. У Києві виникає видання-конкурент ЛНВ — місячник «Нова Громада». Особливий блиск Галичини як «національного П'ємонту» помалу починає згасати. Перед журналом виникає загроза стати маргінальним виданням. Літературно-науковий часопис «Нова Громада» виходив 1906 в Києві на кошти Є.Чикаленка та В.Симиренка, за редакцією Б.Грінченка. Місячник друкував твори українських письменників, приділяв велику увагу національному питанню, історичній тематиці. Усього вийшло 12 номерів. Наприкінці 1906 з ініціативи М.Грушевського було порушено питання про об'єднання «Нової Громади» з «Літературно-науковим вістником», видання якого планувалося перевести до Києва. Після дискусій було прийнято рішення про закриття «Нової Громади» для уникнення небажаної конкуренції між українськими періодичними виданнями.
Упродовж 1930 року, подаючи, між іншими, такі переваги «ЛНВ», пропонувалася передплата літжурналу читацькій авдиторії (збережено мову оригіналу):
- ЛНВ, як і досі, буде виразником ідей, боронених від 1922 р.: «літературний імперіялізм» — в краснім письменстві, творчий суб'єктивізм — в критиці, енерґетизм — в фільософії, волюнтаризм — в політиці.
- ЛНВ поборюватиме, як і досі, старий провінціялізм і нове «всесвітянство», деб вони не виявилися. Поборюватиме «об'єктивність» в трактованню зявищ життя, зя якою криється трусість думки і хворість волі.
- ЛНВ міститиме, як і досі, твори всіх українських авторів, що вносять в нашу дійсність творчі ідеї завтрішнього дня, і ті, що відсвіжують традиції нашого великого минулого.
- ЛНВ присвячуватиме увагу пекучим питанням українського життя на цілій нашій території, в области економічній, культурній, церковній і політичній. Знайомитиме з новітними національними рухами. З духовним життям великих народів окціденту. Старатиметься виховувати суспільність в дусі властивого західній культурі активізму.
- ЛНВ пильну увагу уділить інформуванню про життя Великої України, міститиме ориґінальні і передруковані праці зазбручанських авторів.